# Hokej na trawie na Letnich Igrzyskach Olimpijskich 1960
Wyniki turnieju hokeja na trawie rozegranego podczas Letnich IO w Rzymie. W turnieju uczestniczyła również Polska, ale zajęła ostatecznie 12. pozycję w klasyfikacji końcowej.

## Zestawienie końcowe drużyn
- 1.  Pakistan
- 2.  Indie
- 3.  Hiszpania
- 4.  Wielka Brytania
- 5.  Nowa Zelandia
- 6.  Australia
- 7.  Wspólna Reprezentacja Niemiec
- 7.  Kenia
- 9.  Holandia
- 10.  Francja
- 11.  Belgia
- 12.  Polska
- 13.  Włochy
- 14.  Japonia
- 15.  Szwajcaria
- 16.  Dania

## Medaliści
| Lp. | Państwo   | Medal |
| --- | --------- | ----- |
| 1   | Pakistan  |       |
| 2   | Indie     |       |
| 3   | Hiszpania |       |